# Dollaseite-(Ce)
La dollaseite-(Ce) è un minerale appartenente al gruppo della dollaseite. È stato scoperto da Gajer nel 1927 nella miniera Ostanmossa, in Svezia. Il nome fu scelto in onore di Wayne Dollase, un ricercatore che si occupò largamente dello studio del gruppo dell’epidoto.

## Abito cristallino
L'abito cristallino è di tipo massivo.

## Struttura e composizione
Con la formula generale del gruppo dell'epidoto: A2M3Si3O13H, la dollaseite-(Ce) riceve la sua formula CaREE3+Mg2AlSi3O11,(OH)F sulla base di dati provenienti da procedure analitiche a microscopia elettronica. I risultati forniscono la formula empirica (Ca.91 Ce.45 La.20 Nd.20 Pr.09 Sm.08 Gd.06)(Mg1.81 Fe.25)Al.97 Si3.0(OH)1.25 F.88 O10.99 da cui deriva la formula standard dopo aver applicato le regole di Levinson per la ridenominazione dei minerali REE. La struttura atomica della dollaseite può essere complessa a causa delle sostituzioni che coinvolgono sia anioni che cationi((Fe, Al)3+ + O2– = Mg2+ + F–). La confusione inizialmente generata da questo minerale è dovuta proprio a queste sostituzioni che non sono sempre complete e può quindi ricordare la dissakisite-(Ce). Grazie all’utilizzo di un EMP fu possibile studiare la composizione della dollaseite.  Come il resto dei membri del gruppo dell'epidoto, le posizioni ottaedriche occupate dall'Al hanno in comune i bordi formando quindi delle catene infinite.

## Proprietà fisiche
Similmente ad altri minerali del gruppo dell'epidoto, la dollaseite-(Ce) è monoclina. Presenta un colore marrone ed una lucentezza vitrea, lo striscio è marrone chiaro. La dollaseite-(Ce) è caratterizzata da un peso specifico pari a 3,9 g/cm³ ed una durezza compresa tra 6,5 e 7 della scala Mohs. Per ciò che riguarda le proprietà ottiche ha indici di rifrazione: nα = 1,715 nβ = 1,718 nγ = 1,733. Una birifrangenza δ = 0.018 ed una figura d'interferenza biassiale otticamente positiva.

## Origine e giacitura
Viene spesso trovata in rocce dolomitiche e tremolitiche in forma di cristalli subedrali di colore marrone scuro.

## Luoghi di ritrovamento
Ad oggi l’unico sito di ritrovamento è la miniera di Ostanmossa in Svezia.